# Neritina usnea
Neritina usnea är en snäckart som först beskrevs av Roding 1798.  Neritina usnea ingår i släktet Neritina och familjen båtsnäckor. Inga underarter finns listade i Catalogue of Life.